# Jezioro Bolechowskie
Jezioro Bolechowskie – jezioro położone na terenie Parku Krajobrazowego Puszcza Zielonka, niedaleko wsi Bolechowo w województwie wielkopolskim.
Zarastający stopniowo akwen położony jest na dnie śródleśnej kotliny. Zbocza pocięte są wieloma jarami. Występuje bogata roślinność, zwłaszcza pas szuwaru i oczeretów. Rosną tu m.in. lilia złotogłów, grążel żółty i osoka aloesowata. W otoczeniu zlokalizowane są torfiaste łąki i grąd. Po południowo-wschodniej stronie stoją pomniki przyrody – drzewa: dęby o obwodach do 470 cm i sosny o obwodzie 230–280 cm. W bezpośrednim sąsiedztwie jeziora znajduje się leśniczówka i entomologiczna stacja doświadczalna.
W początku lat 50. XX wieku szczegółowo przebadano rosnące nad akwenem mchy i wątrobowce. Wykryto wtedy obecność m.in. krótkosza strumieniowego.

## Dane morfometryczne
Powierzchnia zwierciadła wody źródeł wynosi 6,0 ha.